# Madina (Ghana)
Madina, auch Adjen Kotoku genannt, ist eine Stadt in der Nähe von Accra, Ghana. Sie war mit für 2010 79.832 Einwohnern die dreizehntgrößte Stadt des Landes. Madina gehörte früher zum Ga East Municipal District in der Region Greater Accra. Seit 2012 ist Madina Hauptort des La Nkwantanang Madina Municipal District. Teile der Siedlung liegen jedoch auch im benachbarten Adenta Municipal District.